# August Thienemann

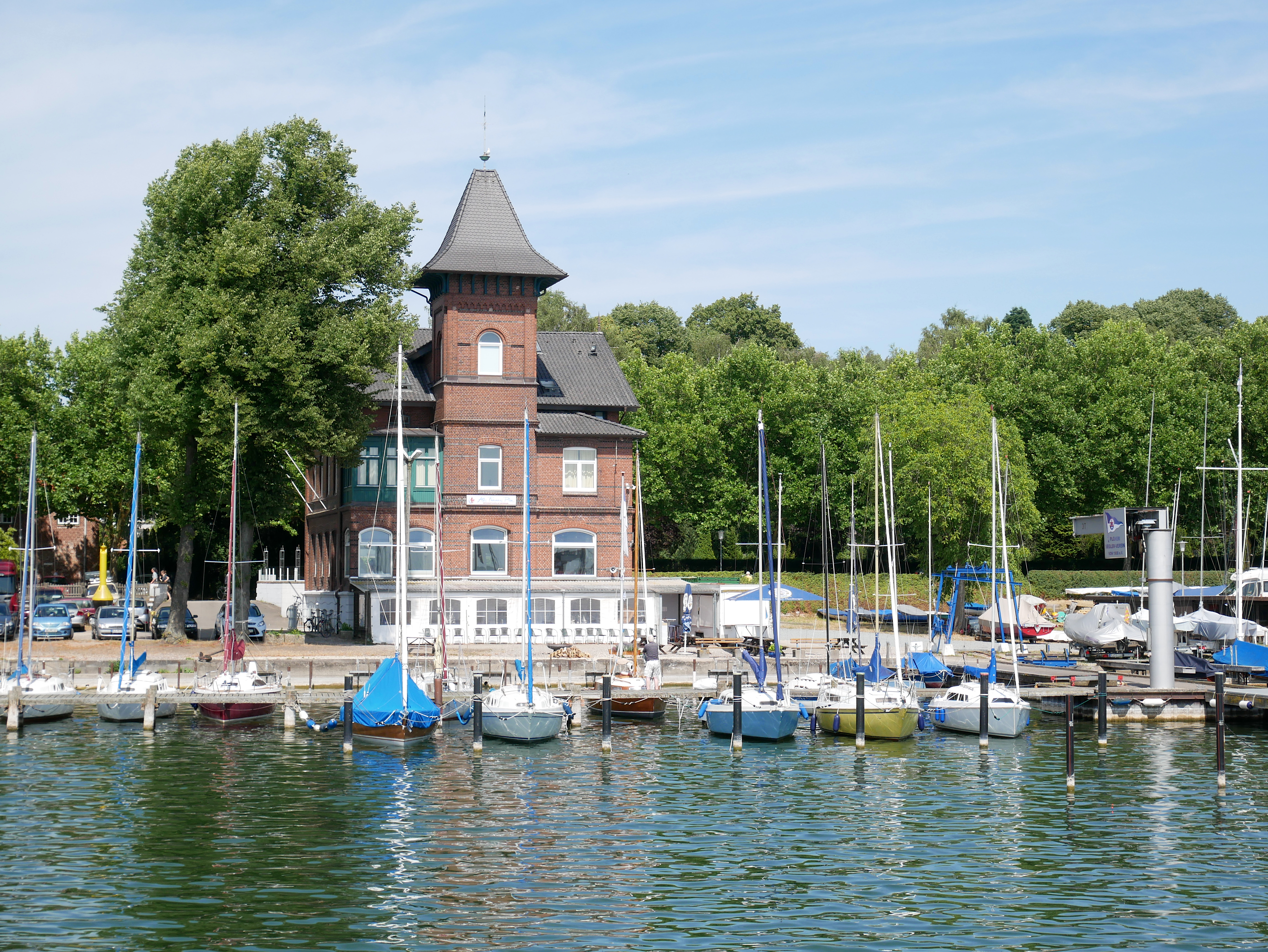
Ehemalige hydrobiologische Station am Großen Plöner See

August Friedrich Thienemann (* 7. September 1882 in Gotha; † 22. April 1960 in Plön) war ein Zoologe und Ökologe. Seine bedeutendsten Arbeiten handelten von den ökologischen Beziehungen in Binnengewässern, aufgrund derer er als Begründer der Limnologie gilt.

## Leben und Wirken
August Thienemann studierte von 1901 bis 1905 Naturwissenschaften und Philosophie an den Universitäten in Greifswald, Innsbruck und Heidelberg. Seine Promotion beendete er in Heidelberg bei Robert Lauterborn.
Ab 1907 wurde Thienemann dann Leiter der Biologischen Abteilung für Fischerei und Abwasserfragen am Zoologischen Institut der Westfälischen Wilhelms-Universität in Münster, wo er seine bekannten Forschungen an den Maaren der Eifel durchführte. Als Resultat dieser Studien konstruierte er die Theorie der unterschiedlichen Seentypen und erklärte die Abhängigkeit der wasserlebenden Organismen (in seinem Fall Zuckmückenlarven der Gattungen Chironomus und Tanytarsus) von den Umweltbedingungen im See.
Nach Ausbruch des Ersten Weltkrieges wurde er im September 1914 vor Reims durch einen Granatsplitter schwer verwundet. Nach seiner Genesung wurde er 1915 in den militärischen Verwaltungsdienst übernommen. Ebenfalls 1915 habilitierte er über die Untersuchung norddeutscher Seen. Als Professor für Zoologie wurde er 1917 an die Universität Kiel berufen. Von 1928 bis 1929 nahm er an der Deutschen Limnologischen Sunda-Expedition teil, die umfangreiche neue Ergebnisse der Limnologie der Tropen erbrachte. Als Leiter der Hydrobiologischen Anstalt, die zunächst eine Einrichtung der Kaiser-Wilhelm-Gesellschaft war und später zum Max-Planck-Institut für Limnologie in Plön wurde, wirkte er bis zu seinem Tode im Jahr 1960.
Thienemanns Forschungen insbesondere zu den Nahrungsbeziehungen der verschiedenen Organismengruppen in Seen bilden eines der Fundamente für die Herausbildung einer modernen, systemorientierten ökologischen Forschung Anfang des vergangenen Jahrhunderts. So geht beispielsweise die bekannte Unterscheidung der Organismengruppen eines Ökosystems in Produzenten, Konsumenten und Reduzenten auf Thienemann zurück. Diese Konzepte wirkten weit über die Limnologie hinaus.
Der Nachlass von August Thienemann befindet sich teilweise im Archiv der Max-Planck-Gesellschaft, teilweise im Max-Planck-Institut für Evolutionsbiologie, sowie im Landesarchiv Schleswig-Holstein (Archiveintrag) und im Staatsarchiv Gotha (Archiveintrag).

## Ehrungen und Mitgliedschaften
- 1932 Mitglied der Leopoldina[2]
- 1943 Naumann-Medaille. Er erhielt als Erster diese höchste Auszeichnung der SIL, die später auch zusätzlich nach Thienemann benannt wurde (Naumann-Thienemann-Medaille)
- 1952: Verdienstkreuz (Steckkreuz) der Bundesrepublik Deutschland
- Großes Bundesverdienstkreuz
- 1958: Forschungsschiff August Thienemann der Anstalt für Bodenseeforschung in Staad[3][4]

## Werke und Wirken
In seinem Veröffentlichungsverzeichnis werden insgesamt 459 Titel genannt.
- 1906 Planaria alpina auf Rügen und die Eiszeit, in: 10. Jber. d. Geogr. Ges. z. Greifswald, S. 1–82.
- 1909 B. Farwick, F. Schröder, A. Thienemann: Bericht über die botanischen und zoologischen Exkursionen nach dem Weißenstein bei Hohenlimburg und nach der Glörtalsperre am 25. und 26. September 1909, in: S.-B. naturhist. Ver. preuß. Rheinl. Westf., E 1909: 94–101.
- 1910 Die Stufenfolge der Dinge: Der Versuch eines natürlichen Systems der Naturkörper aus dem 18. Jahrhundert, in: Zoologische Annalen Würzburg 3, 185–274.
- 1911 Hydrobiologische und fischereiliche Untersuchungen an westfälischen Talsperren, in:  Z. wiss. Landwirtsch., 41: 535–716. Steglitz. 371.
- 1911 Die Verschmutzung der Ruhr im Sommer 1911, in: Zeitschrift für Fischerei und deren Hilfswissenschaften 16 (1912), S. 55–86.
- 1912 Der Bergbach des Sauerlandes. Faunistisch-biolozische Untersuchungen, in: Int. Rev. Ges. Hydrobiol. Biol./ Suppl. 4: 1–125. Leipzig.
- 1915 Die Chironomidenfauna der Eifelmaare, in: Verhandlungen des Naturhistorischen Vereins der preußischen Rheinlande und Westfalens 71.
- 1918 Untersuchungen über die Beziehung zwischen dem Sauerstoffgehalt des Wassers und der Zusammensetzung der Fauna in norddeutschen Seen"; A. Hydrobiol. 12, 1–65.
- 1923 Geschichte der "Chironomus"-Forschung von Aristoteles bis zur Gegenwart; Deutsche Entomologische Zeitung, 515–540.
- 1925 Die Binnengewässer Mitteleuropas; Stuttgart.
- 1926 Limnologie-Einführung in die biologischen Probleme der Süßwasserforschung Hirt, Breslau 1926.
- 1927 Forschungsreisen und das System der Biologie; Zoologische Anzeiger 73, 245–253.
- 1928 Der Sauerstoff im eutrophen und oligotrophen See; Die Binnengewässer 4, Stuttgart (Digitalisat).
- 1931 Der Produktionsbegriff in der Biologie; Arch. Hydrobiol. 22, 616–622.
- 1931 Tropische Seen und Seetypenlehre -- Arch. Hydrobiolol. Suppl. 9, Tropische Binnengewässer 2, S. 205–231.
- 1939 Grundzüge einer allgemeinen Ökologie; ebda 35.
- 1941 Leben und Umwelt; Leipzig (Digitalisat).
- 1948 Erich Wasmund (2. VIII. 1902 - 28. IV. 1945) ; ein deutsches Forscherleben. Plön (Digitalisat).
- 1951 Vom Gebrauch und vom Mißbrauch der Gewässer in einem Kulturlande; Arch. Hydrobiol. 45, 557–583.
- 1952 Wasser und Gewässer in Natur und Kultur; Jahrbuch der Max-Planck-Gesellschaft, 185–222.
- 1954 Lebenseinheiten; Abhandlungen des naturwissenschaftlichen Vereins Bremen 33, 303–326.
- 1955 Die Binnengewässer: Eine Einführung in die theoretische und angewandte Limnologie; Verständliche Wissenschaft 55, Berlin, Heidelberg und Jena.
- 1956 Leben und Umwelt: Vom Gesamthaushalt der Natur; Hamburg.
- 1956 Die Binnengewässer; Stuttgart.
- 1959 Erinnerungen und Tagebuchblätter eines Biologen. Ein Leben im Dienste der Limnologie; Stuttgart (Digitalisat).